# Cyan (album Closterkellera)
Cyan – piąty studyjny album grupy muzycznej Closterkeller. Wydany został 29 kwietnia 1996 roku przez Izabelin Studio.
W czasopiśmie branżowym „Tylko Rock” wystawiono płycie ocenę 4 na 5.

## Lista utworów
Opracowano na podstawie materiału źródłowego.
1. „Władza” – 4:24
2. „Zmierzch bogów” – 3:49
3. „Ziemia obiecana” – 4:39
4. „Cyan” – 6:09
5. „I już tylko noc” – 4:22
6. „Cisza w moim domu” – 5:06
7. „Klepsydra” – 4:40
8. „Smutek spełnionej baśni” – 4:03
9. „Desperado” – 4:20
10. „Domino” – 3:38
11. „Senne macanki” – 6:00
12. „Alicja” – 3:58
13. „Roszpunka” – 4:52
14. „Cisza w jej domu” – 7:34
15. „Cisza w moim domu” – 5:06 (teledysk)
16. „Władza” – 4:24 (teledysk)

Twórcy: muz. Closterkeller, sł. Orthodox

## Twórcy
Opracowano na podstawie materiału źródłowego.
| Closterkeller - Anja Orthodox – śpiew, instrumenty klawiszowe, teksty, muzyka - Paweł Pieczyński – gitara, instrumenty klawiszowe, głosy, muzyka - Krzysztof Najman – gitara basowa, instrumenty klawiszowe, muzyka - Piotr Pawłoś Posejdon Pawłowski – perkusja, muzyka Realizacja - Izabelin Studio – produkcja - Stanisław Bakowy oraz Closterkeller – produkcja artystyczna - z wyjątkiem utworu pt. „Cisza w moim domu” w produkcji Edyty Bartosiewicz - Stanisław Bakowy – realizacja - Julita Emanuiłow – mastering - Maria Pietraszkiewicz – projekt graficzny i fotografie - Mirage Software – prezentacja multimedialna | Gościnnie - Tomasz „Mech” Wojciechowski – instrumenty klawiszowe w utworach: 2, 6, 8, 12, 15 - Dariusz Boral – instrumenty klawiszowe w utworach: 2, 5, 8, 13 - Maciej Możdżeń – instrumenty klawiszowe w utworach: 3, 6, 9, 10, 14 - Michał Rollinger – instrumenty klawiszowe w utworach: 4, 11 - Stanisław Bokowy – instrumenty klawiszowe w utworach: 10, 14 - Roman Kuniakowski – instrumenty klawiszowe w utworze: 6 - Edyta Bartosiewicz – śpiew w utworze: 6 |